# Meister von Eggenburg
Als Meister von Eggenburg oder auch Meister des Eggenburger Altares wird ein namentlich unbekannter Maler aus Niederösterreich aus dem letzten Viertel des 15. Jahrhunderts bezeichnet. 
Er war Schüler oder vermutlich eher Zeitgenosse des Meisters von Herzogenburg, der 1491 in Gars am Kamp arbeitete.
Als Erster stellte Otto Benesch mehrere verstreute Tafelmalereien zu einem Wenzelsretabel zusammen und wies sie dem Meister von Eggenburg zu.
Aufgrund des ornamentierten Goldgrundes wurde die New Yorker Heiligentafel mit einer Gefangennahme der heiligen Barbara in der Staatsgalerie Augsburg wahrscheinlich schwäbischer Herkunft in Verbindung gebracht.

## Zugeschriebene Werke
- Darstellung Christi im Tempel, um 1480 (Liverpool, Walker Art Gallery)[5][6]
- Wenzel-Retabel, um 1495/1500[3]
  - zwei Außenflügel mit den Heiligen Wenzel und Ludmilla von Böhmen, Jakobus dem Jüngeren und Vitus[7]
  - Innenseite: Begräbnis des heiligen Wenzel (New York, Metropolitan Museum of Art, Inv. Nr. 44.147.2)[8][9]
    - Außenseite: Heilige Adalbert und Prokopius (New York, Metropolitan Museum of Art, Inv. Nr. 44.147.1)[10][11]
- Enthauptung Johannes des Täufers (Frankfurt am Main, Städel Museum, Inv. Nr. 1621)[12]